# Photinia anlungensis
Photinia anlungensis är en rosväxtart som beskrevs av Tse Tsun Yu. Photinia anlungensis ingår i släktet Photinia och familjen rosväxter. Inga underarter finns listade i Catalogue of Life.